# فيدل شاكون
فيدل شاكون (بالإسبانية: Fidel Chacón)‏ هو دراج كولومبي، ولد في 10 فبراير 1980.

## وصلات خارجية
- فيدل شاكون على موقع أرشيف الدراجات (الإنجليزية)
- فيدل شاكون على موقع إحصائيات الدراجات الإحترافية (الإنجليزية)